# سان جينست سور روزيل
سان جينست سور روزيل (بالفرنسية: Saint-Genest-sur-Roselle)‏ هي بلدية في مقاطعة أقطانية الجديدة في منطقة فيين العليا غرب وسط فرنسا.